# سنت-آن-دو-بلوو، کبک

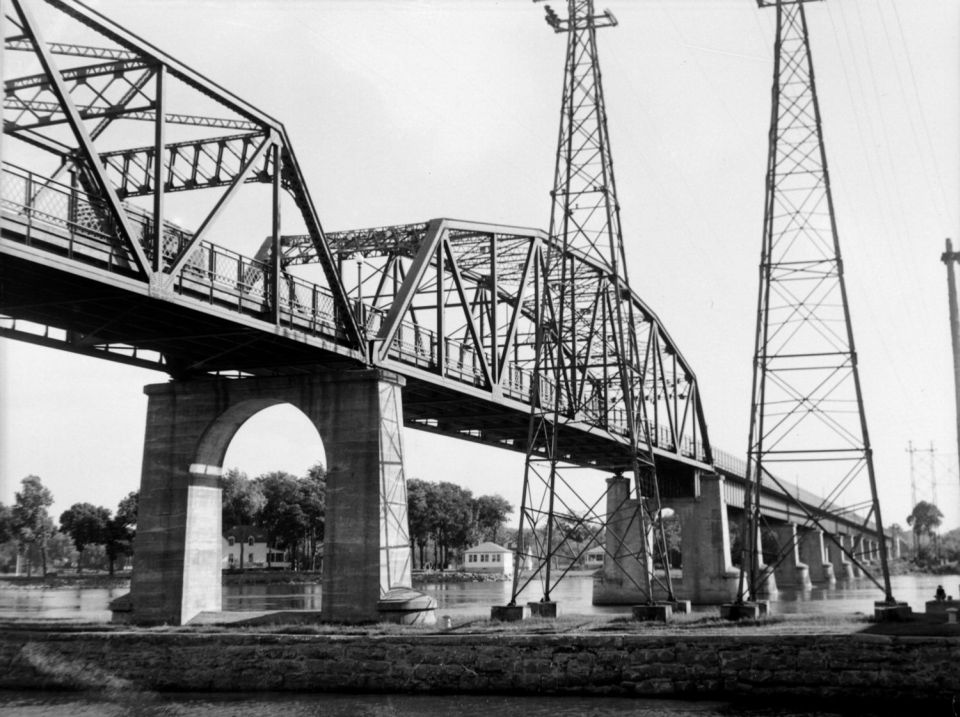
Galipeault Bridge. July 20, 1948.

سنت-آن-دو-بلوو (به فرانسوی: Sainte-Anne-de-Bellevue) شهرکی در ناحیه مونترئال در استان کبک کانادا است. در سرشماری سال ۲۰۱۱ این شهرک ۵٬۳۷۹ نفر جمعیت داشته‌است و مساحت آن ۱۵٫۱۱ کیلومتر مربع است.